# نیسان زد
نیسان زد که در ژاپن با نام نیسان فیرلیدی زد (日産・フェアレディZ Nissan Fearedi Zetto) شناخته می‌شود، هفتمین نسل از سری خودروهای اسپرت زد است که توسط نیسان ساخته شده‌است. این خودرو جایگزین مدل موفق ۳۷۰زد به حساب می‌آید. با این وجود، بر اساس نسخه اصلاح شده پلت‌فرم نسل قبلی ساخته شده‌است. در این مدل همچنین نام‌گذاری عددی نسل‌های قبلی حذف شده‌است.
هفتمین نسل از مجموعه خودروهای زد-کار نیسان در اوت ۲۰۲۱ معرفی شد. این خودرو از موتور VR30DDTT نیسان استفاده می‌کند و بر اساس مدل تکامل یافته پلت‌فرم نیسان FM Z34 ساخته شده‌است؛ به همین دلیل با کد آرزد۳۴ شناخته می‌شود.

## تاریخچه

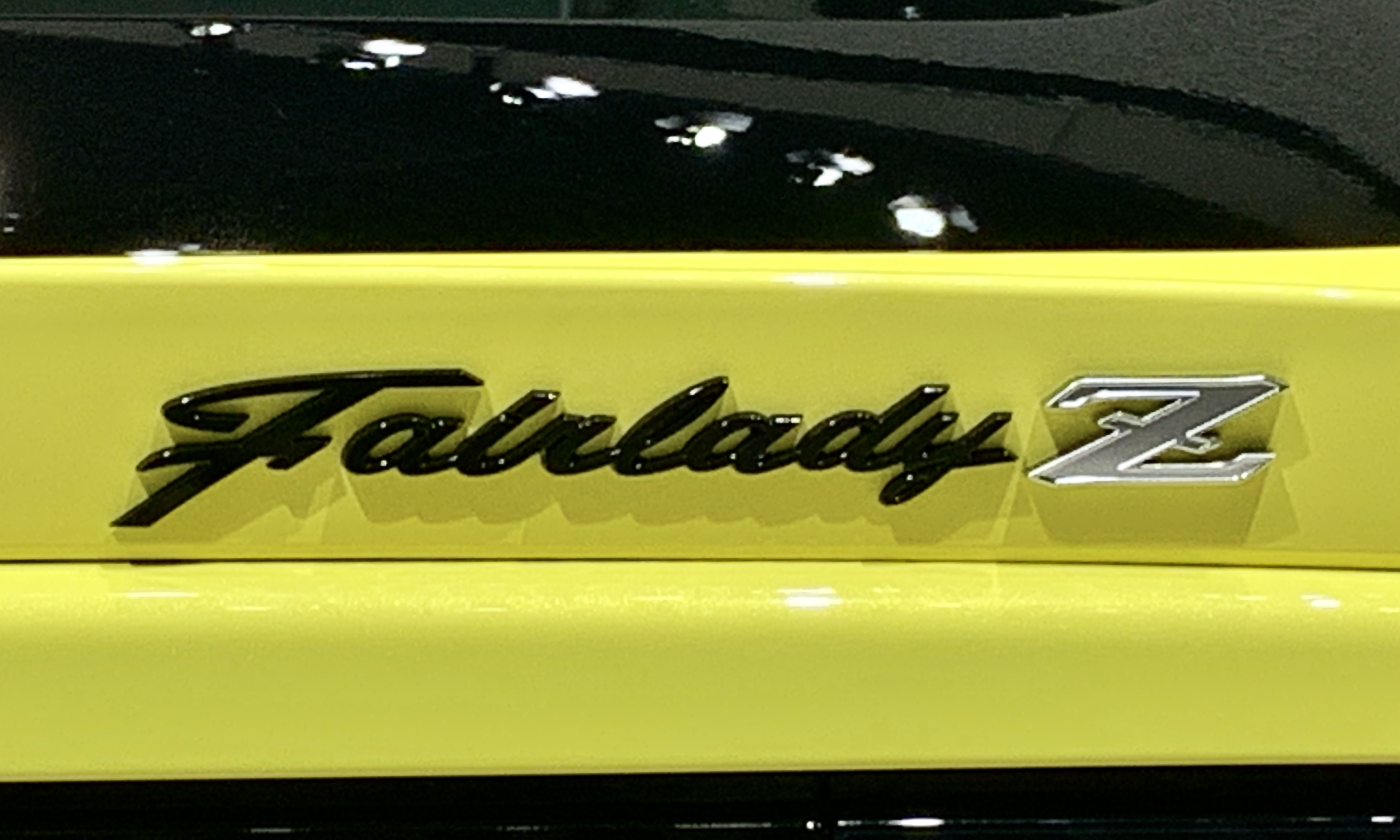
لوگوی فیرلیدی زد

آلفونسو آلبایسا، معاون ارشد طراحی جهانی نیسان در سال ۲۰۱۸ و در مصاحبه با مجله خودرو استرالیایی WhichCar برای اولین بار تأیید کرد که جانشین مستقیم نیسان ۳۷۰زد در حال توسعه است. در ۱۹ مارس ۲۰۲۰، نیسان یک علامت تجاری برای نسخه جدیدی از آرم زد-کار ثبت کرد. در ۲۸ مه ۲۰۲۰ و به عنوان بخشی از طرح بازسازی جهانی نیسان، به نام «نیسان نکست»، کانال رسمی نیسان در یوتیوب ویدیوی کوتاهی را منتشر کرد که در آن خط تولید خودروهای به روز شده خود، از جمله زد-کار جدید را به نمایش گذاشت. این ویدیو همچنین تأیید می‌کرد که زد-کار جدید با شکل کلی و چراغ‌های دایره‌ای یادآور مدل ۲۴۰زد ظاهری رترو دارد. در ۱۵ سپتامبر ۲۰۲۰، نیسان مدل اولیه این خودرو را با نام «نیسان زد پروتو کانسپت» را معرفی کرد. طول نمونه اولیه ۴٬۳۸۲ میلیمتر (۱۷۲٫۵ اینچ) بود که ۱۴۲ میلیمتر (۵٫۶ اینچ) طویل‌تر از مدل ۳۷۰زد بود.

## تولید
مدل تولیدی Z توسط کانسپت زد پروتو که در ۱۵ سپتامبر ۲۰۲۰ ارائه شد، پیش‌بینی شد نسخه تولیدی زد در ۱۷ اوت ۲۰۲۱ در شهر نیویورک توسط کانال رسمی نیسان در یوتیوب رونمایی شد. این خودرو توسط کودی واکر (برادر پل واکر) ارائه شد. مدل تولیدی در دو تیپ عرضه می‌شود: زد اسپورت (فیرلیدی زد تیپ اس در ژاپن) و زد پرفورمنس (فیرلیدی زد تیپ اس‌تی در ژاپن). تولید زد جدید در آوریل ۲۰۲۲ آغاز شد و فروش آن نیز در ژوئن ۲۰۲۲ آغاز شد در آوریل ۲۰۲۲، نیسان اعلام کرد که تحویل زد در سراسر جهان تا اواسط سال ۲۰۲۲ به تعویق خواهد افتاد.
نیسان اعلام کرد که زد در بازارهای اروپایی از جمله بریتانیا به دلیل مقررات سختگیرانه آلایندگی و صدا عرضه نخواهد شد. زد فقط در بازارهای ژاپن، آمریکای شمالی، استرالیا و سایر بازارهای غیر اروپایی فروخته شد. قیمت گذاری برای بازار ژاپن در آوریل ۲۰۲۲ اعلام شد. قیمت تیپ S (مدل ساده) که از ۴۱٬۵۰۰ ین (۴۱٬۰۸۱ دلار آمریکا بر اساس نرخ ارز فعلی) شروع می‌شود. قیمت تیپ اس‌تی (مدل پرفورمنس) نیز از ۶٬۴۶۲٬۵۰۰ ین (۵۰٬۶۵۰ دلار آمریکا بر اساس نرخ ارز فعلی) شروع می‌شود. سپس، قیمت‌های بازار ایالات متحده نیز اعلام شد که از ۴۱۰۱۵ دلار آمریکا برای مدل اسپرت و ۵۱۰۱۵ دلار برای مدل پرفرومنس شروع می‌شود.

### زد پروتو لانچ ادیشن

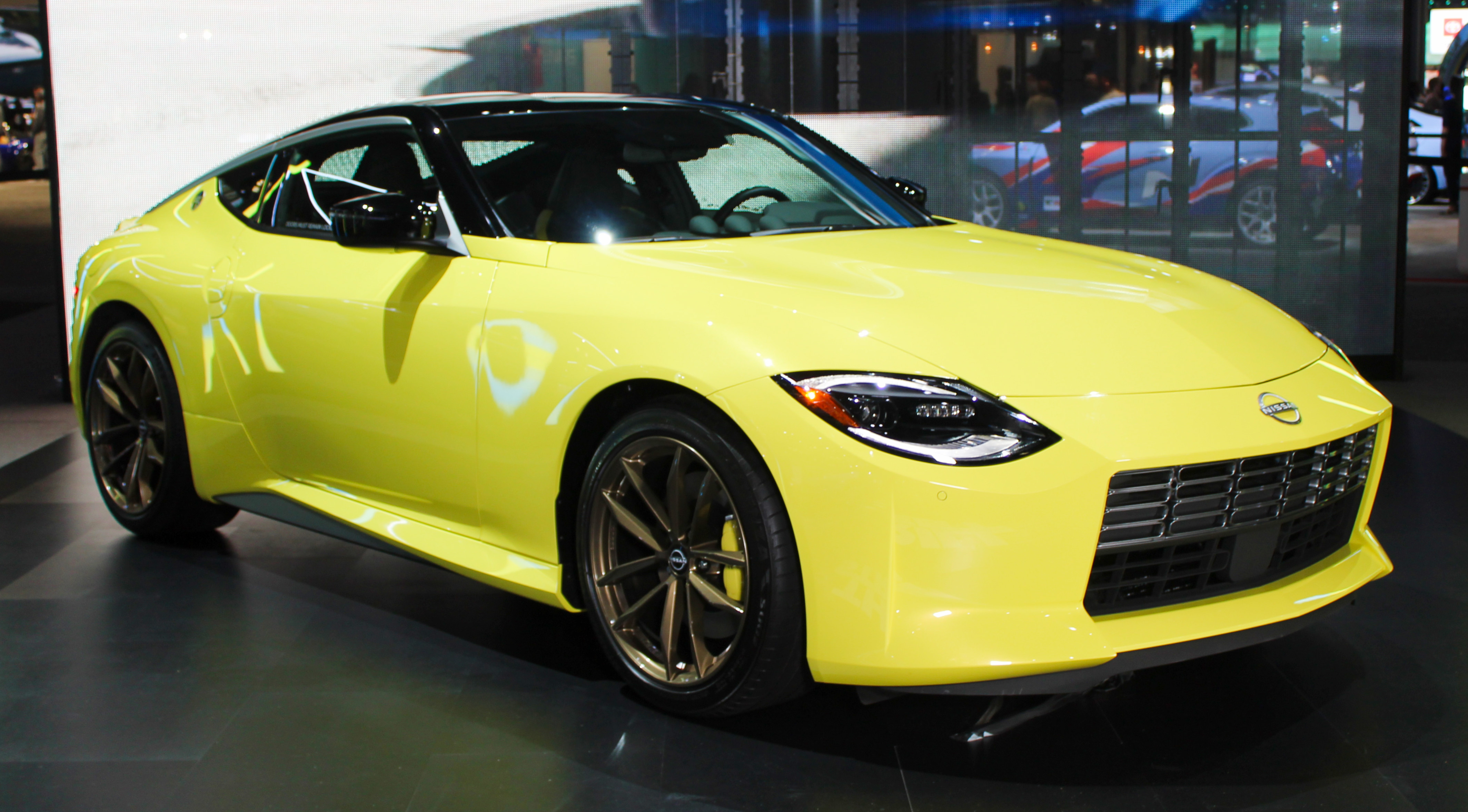
Nissan Z Proto Launch Edition در نمایشگاه بین‌المللی خودرو نیویورک ۲۰۲۲.

پس از رونمایی از زد، نیسان اعلام کرد که مدل لانچ فقط با گیربکس دستی و قبل از مدل تولیدی معرفی خواهد شد. تولید این خودرو که زد پروتو لانچ ادیشن نام دارد، به ۲۴۰ دستگاه محدود می‌شود و دارای ویژگی‌های مشابه با نیسان زد پروتو مفهومی است، از جمله تن رنگ بیرونی مشکی و زرد، چرخ‌های برنزی با کالیپرهای ترمز زرد، صندلی‌های مشکی با دوخت زرد و یک دکمه زرد رنگ برجسته. Z Proto Launch Edition همچنین دارای دوخت‌های زرد رنگ در سراسر کابین، پنل‌های تزئینی درب‌های جیر و پارچه ای و نشان پروتون اسپک است. قیمت پروتو در بازار ژاپن از ۶٬۹۶۶٬۳۰۰ ین (۵۴٬۵۹۹ دلار آمریکا بر اساس نرخ ارز فعلی) شروع می‌شود. قیمت پروتو برای ایالات متحده نیز از ۵۴٬۰۱۵ دلار آمریکا شروع می‌شود.
Fairlady Z سفارشی پروتو
در سالن خودرو توکیو ۲۰۲۲، نیسان از یک نمونه اولیه به نام فیرلیدی زد کاستومایزد پروتو رونمایی کرد. که کمی با Z Proto Launch Edition متفاوت است. نیسان اعلام کرد که این پروتو را برای احترام به میراث پیشینیان خود معرفی کرده‌است و همچنین بیان کرد: «علاقه مشتری و طرفداران را برای پیشنهادات لوازم جانبی بالقوه آینده اندازه‌گیری کنید».
Fairlady Z سفارشی پروتو دارای رنگ بدنه جدید نارنجی، جلوپنجره دوشاخه، رینگ‌های هشت پره مشکی با لاستیک‌های نشان‌دار نیسان Z، بسته گرافیکی مشکی با سقف مشکی، لهجه‌ها و خطوط راه راه، گلگیرهای جلو و اسپلیتر جلو فیبر کربنی است. دامن‌های بغل هیچ تغییر فنی نسبت به نسخه تولیدی Z ایجاد نشده‌است

### Z پرفورمنس

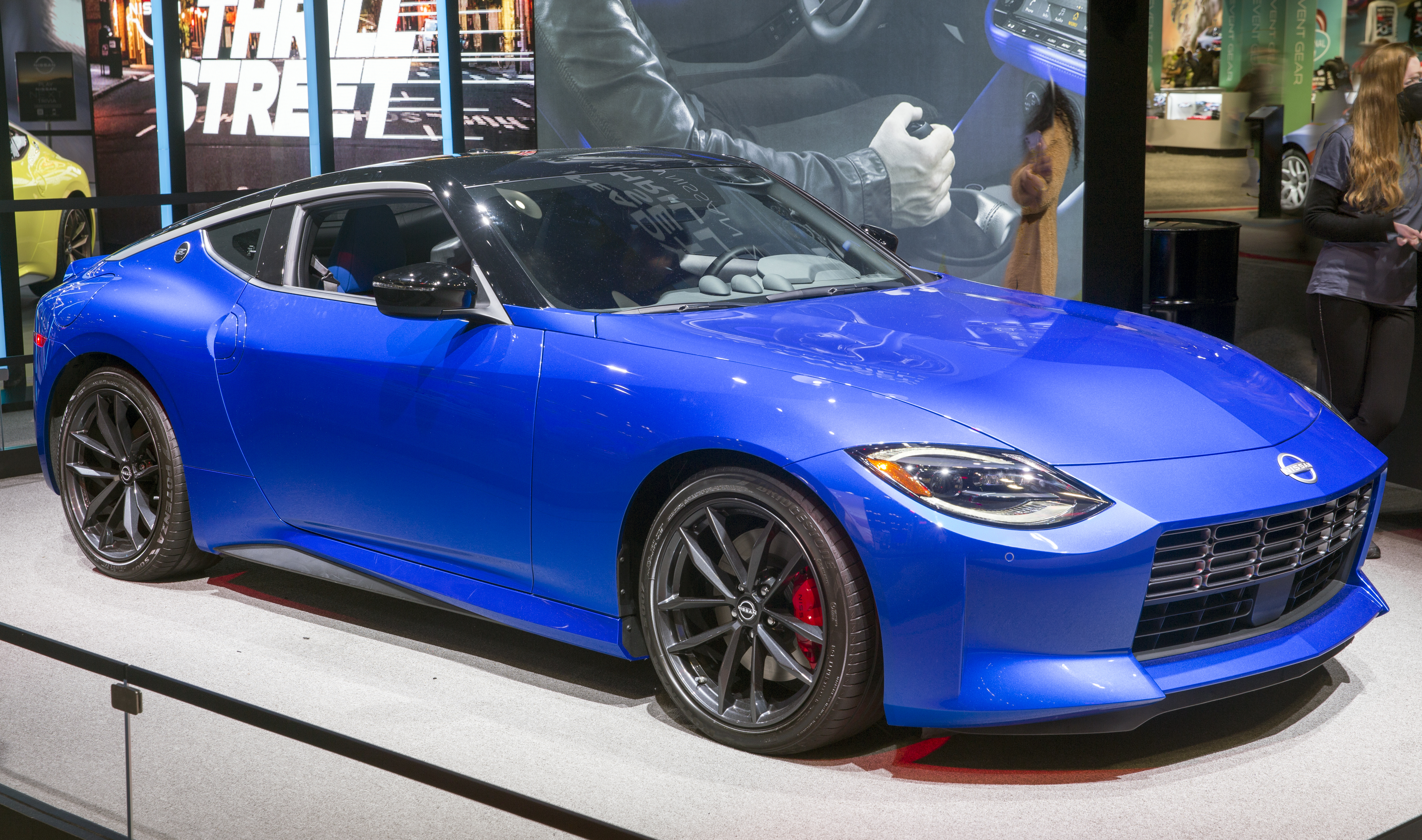
نیسان Z پرفورمنس با رنگ بدنه آبی سیران در نمایشگاه خودرو نیویورک ۲۰۲۲

Z Performance (معروف به Fairlady Z Version ST در ژاپن) دارای همان VR30DDTT است، یک موتور ۳٫۰ لیتری V6 توربوشارژ دوقلو، که حداکثر توان خروجی ۲۹۸ کیلووات (۴۰۰ اسب بخار؛ ۴۰۵ اسب بخار متری) را تولید می‌کند. در ۶۴۰۰ دور در دقیقه و ۴۷۵ نیوتن متر (۳۵۰ پوند-فوت؛ ۴۸ کیلوگرم متر) گشتاور در ۱۶۰۰ تا ۵۶۰۰ دور در دقیقه با خط قرمز در ۶۸۰۰ دور در دقیقه. این تریم همچنین دارای همان جعبه دنده ۶ سرعته دستی و گیربکس ۹ سرعته اتوماتیک است. این تریم تمام ویژگی‌ها و ارتقاء تریم اسپرت پایه و سایر ویژگی‌های جدید را حفظ می‌کند.

سایر ارتقاءها عبارتند از: SynchroRev Match و سیستم تطبیق دور برای مدل‌های گیربکس دستی، شیفترهای پدال الهام گرفته از GT-R با کنترل راه اندازی برای مدل‌های گیربکس اتوماتیک، سیستم تعلیق حتی اسپرت تر روی تریم اسپورت، روتورهای ترمز بزرگتر با ۱۴٫۰ اینچ برای جلو و ۱۳٫۸ اینچ در عقب و همچنین کالیپرهای آلومینیومی شناور قرمز با چهار پیستون در جلو و دو پیستون برای عقب. برای تریم پرفورمنس نیسان همچنین یک دیفرانسیل لغزش محدود نوع کلاچ مکانیکی، رینگ‌های آلیاژی فورجی فوق‌سبک ۱۹ اینچی Rays با لاستیک‌های خیابانی با عملکرد بالا Bridgestone Potenza S007، اسپویلرهای جلو و عقب برای بهبود نیروی رو به پایین، خروجی‌های اگزوز دوگانه اسپرت، چرم گرم‌کن ارائه می‌کند. صندلی‌ها با صفحه نمایش لمسی ۹٫۰ اینچی اطلاعات سرگرمی با قابلیت تنظیم برقی چهار جهته با ناوبری، خدمات NissanConnect و سیستم صوتی Bose با هشت بلندگو. نسخه گیربکس دستی دارای وزن محدود ۱٬۶۰۴ کیلوگرم (۳٬۵۳۶ پوند) است و نسخه گیربکس اتوماتیک دارای وزن محدود ۱٬۶۳۴ کیلوگرم (۳٬۶۰۲ پوند) است .

## ویژگی‌های فنی

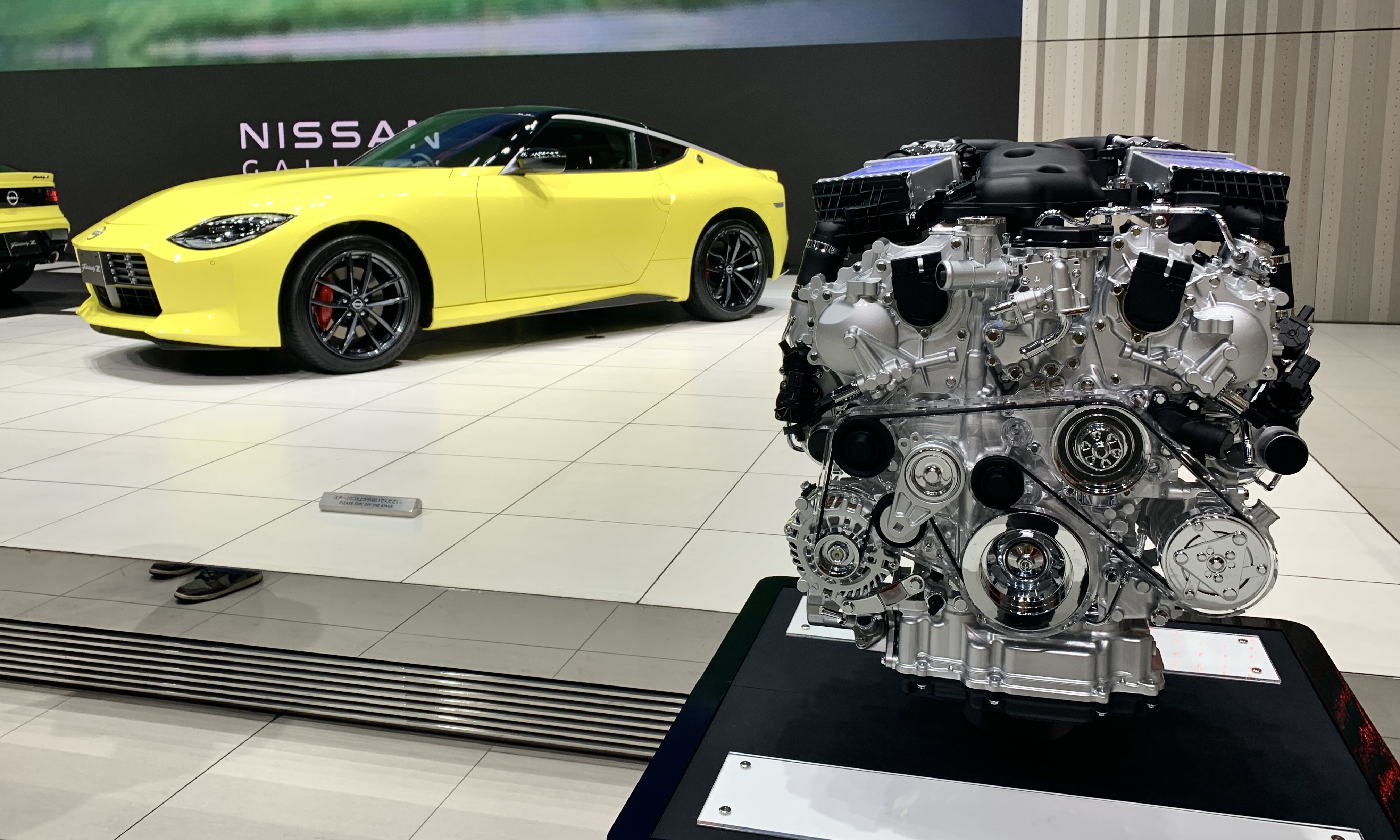
موتور VR30DDTT در کنار نیسان Z

نیسان Z از همان پلت فرم، گیربکس دستی و معماری 370Z استفاده می‌کند و در عین حال از گیربکس ۹ سرعته اتوماتیک استفاده می‌کند که قبلاً در خودروهای دیگری مانند نیسان فرانتیر استفاده می‌شد. «راستش را بخواهید، [برای] حدود ۸۰ درصد از بدن ما قطعات را تغییر دادیم. [با این حال] حمل و نقل قطعات برای ما بسیار مهم است و حمل و نقل به معنای واقعیت مقرون به صرفه بودن است، بنابراین شما می‌توانید از قیمت مناسب لذت ببرید." 370Z.
نیسان زد (تریم پایه اسپرت که در ژاپن با نام فیرلیدی ز نسخه اس شناخته می‌شود) از موتور VR30DDTT مشابه مدل‌های Infiniti Red Sport 400 (و همچنین نیسان اسکای‌لاین 400R V37 در ژاپن) و همان پلت‌فرم FM نسل قبلی نیسان Z استفاده می‌کند. وسایل نقلیه. VR30DDTT یک موتور ۳٫۰ لیتری توئین توربو وی۶ است که حداکثر توان خروجی ۲۹۸ کیلووات (۴۰۰ اسب بخار؛ ۴۰۵ اسب بخار متری) را تولید می‌کند. در ۶۴۰۰ دور در دقیقه و ۴۷۵ نیوتن متر (۳۵۰ پوند-فوت؛ ۴۸ کیلوگرم متر) گشتاور در ۱۶۰۰ تا ۵۶۰۰ دور در دقیقه با خط قرمز ۶۸۰۰ دور در دقیقه. این موتور همچنین دارای تزریق مستقیم و زمان‌بندی متغیر سوپاپ است که تا ۱۴٫۷ پوند بر اینچ مربع (۱۰۱ کیلوپاسکال) کار می‌کند افزایش. مدل‌های گیربکس دستی دارای میل محرک فیبر کربنی، کلاچ عملکردی EXEDY و مدل‌های گیربکس اتوماتیک دارای سیستم تطبیق دور در دنده‌های پایین و شیفترهای آلومینیومی هستند.

### انتقال قدرت
Z مانند خودروهای نسل قبلی Z دارای گیربکس ۶ سرعته دستی است. همچنین یک گیربکس اتوماتیک ۹ سرعته مرسدس بنز 9G-Tronic با لانچ کنترل، که تحت لیسانس Jatco تولید شده و با نام تجاری مجدد "JR913E" تولید شده‌است، ارائه می‌شود.

### نمای داخلی
فضای داخلی با کمک نیسمورا سوپرگت راننده مسابقه ای کلاس جی تی ۵۰۰, تسوجیو ماتسودا. در داخل یک صفحه نمایش ابزار ۱۲٫۳ اینچی قابل تنظیم است، نشانگر تغییر قابل برنامه‌ریزی، سه سنج مشابه که نشان می‌دهد افزایش توربوشارژر، توربوشارژر تاچ (دور در دقیقه) و باتری ولتاژ (که در بالای خط تیره نشسته، زاویه دار به سمت راننده), صندلی‌های سطل ورزشی دستی قابل تنظیم شبیه به کسانی که در نیسان جی تی و می‌تواند هشت طرفه برای سمت راننده و چهار طرفه در سمت مسافر تنظیم شود. صندلی‌های پارچه ای با درج‌های جیر مصنوعی و یک کادر کامل از پرستاران ایمنی و تجهیزات کمک راننده نیز عرضه می‌شود.
مشتریان می‌توانند رنگ داخلی را در رنگ‌های مشکی، قرمز یا آبی انتخاب کنند. در فضای داخلی، نیسان همچنین یک سیستم اطلاعات و سرگرمی با صفحه نمایش لمسی ۸٫۰ اینچی با ناوبری و خدمات NissanConnect، سیستم صوتی Bose با شش بلندگو با حذف فعال نویز و بهبود فعال صدا را ارائه می‌دهد. ایمنی و فناوری استاندارد شامل: هشدار خروج از خط، ترمز خودکار با تشخیص عابر پیاده، Apple CarPlay و Android Auto و کروز کنترل هوشمند است.

### نمای خارجی

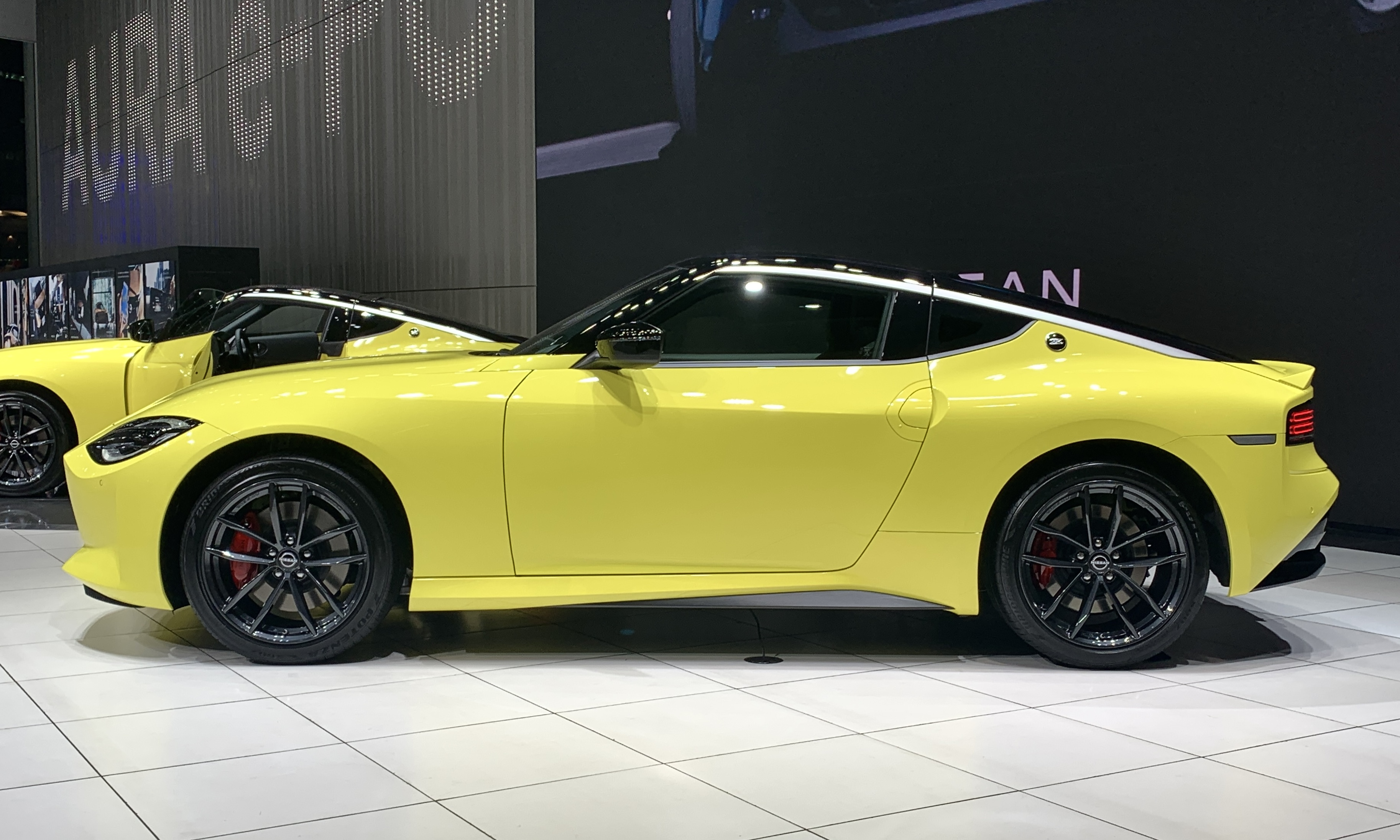
نمای جانبی نیسان زد دارای خط سقف Samurai Blade است

نیسان Z با سه گزینه رنگ بیرونی یکنواخت و شش طرح دو رنگ در دسترس است. شامل گزینه‌های یکنواخت می‌توان به الماس مشکی متالیک، تفنگ متالیک و رزوود متالیک اشاره کرد. گزینه‌های دو رنگ سقف سوپر مشکی را با رنگ‌های زیر جفت می‌کنند: نقره‌ای درخشان، خاکستری بولدر، آبی سیران، زرد ایکازوچی، سه‌پوش قرمز شور، یا سه‌پوش مروارید سفید اورست. همچنین آینه‌های جانبی دوتایی رنگ بدنه با چراغ‌های راهنما LED یکپارچه نیز به چشم می‌خورد. کاپوت، درها و هاچ بک همگی از آلومینیوم سبک‌وزن ساخته شده‌اند. نسخه اسپرت Z دارای وزن محدود ۱٬۵۸۱ کیلوگرم (۳٬۴۸۶ پوند) است برای نسخه گیربکس دستی، در حالی که گیربکس اتوماتیک ۱٬۶۱۰ کیلوگرم (۳٬۵۴۹ پوند) وزن دارد.

### سیستم تعلیق، ترمز و چرخ
سیستم تعلیق Z جدید دارای سیستم تعلیق آلومینیومی دو استخوان با افزایش زاویه چرخش در جلو، بهبود ردیابی خط مستقیم و پایداری در سرعت بالا است. یک برج بند جلو، ساختار جلو را سفت می‌کند و یک سیستم تعلیق مولتی لینکی عقب ارائه شده‌است. همچنین با لاستیک‌های عریض‌تر از 370Z، ضربه‌های تک لوله‌ای با قطر بزرگ‌تر و استحکام بیشتر بدنه برای کمک به بهبود پیچ‌ها عرضه می‌شود. نیسان روتورهای ۱۲٫۶ اینچی را برای جلو و ۱۲٫۱ اینچی را برای عقب ارائه کرد که توسط کالیپرهای دو پیستون ثابت جلو و کالیپرهای تک پیستون عقب دستگیر شدند. Z دارای رینگ‌های آلیاژی آلومینیومی ۱۸ اینچی با تایرهای یوکوهاما Advan است.

### عملکرد
Z دارای حداکثر سرعت ۲۴۹ کیلومتر بر ساعت (۱۵۵ مایل بر ساعت) است. در مسابقه درگ که توسط کانال یوتیوب Hagerty انجام شد، نسخه گیربکس اتوماتیک Z Performance از ۰ تا ۹۷ کیلومتر بر ساعت (۰ تا ۶۰ مایل بر ساعت) شتاب گرفت. در ۴٫۰ ثانیه، یک چهارم مایل را در ۱۲٫۳ ثانیه در ۱۸۷ کیلومتر بر ساعت (۱۱۶ مایل بر ساعت) کامل کرد. . نسخه گیربکس دستی از ۰ تا ۹۷ کیلومتر بر ساعت (۰ تا ۶۰ مایل بر ساعت) شتاب گرفت در ۴٫۳ ثانیه، تکمیل شد۴۰۲ متر (۱⁄۴ مایل) 12.8 ثانیه در ۱۸۰ کیلومتر بر ساعت (۱۱۲ مایل بر ساعت).

## ورزش‌های موتوری

### سوپر جی‌تی

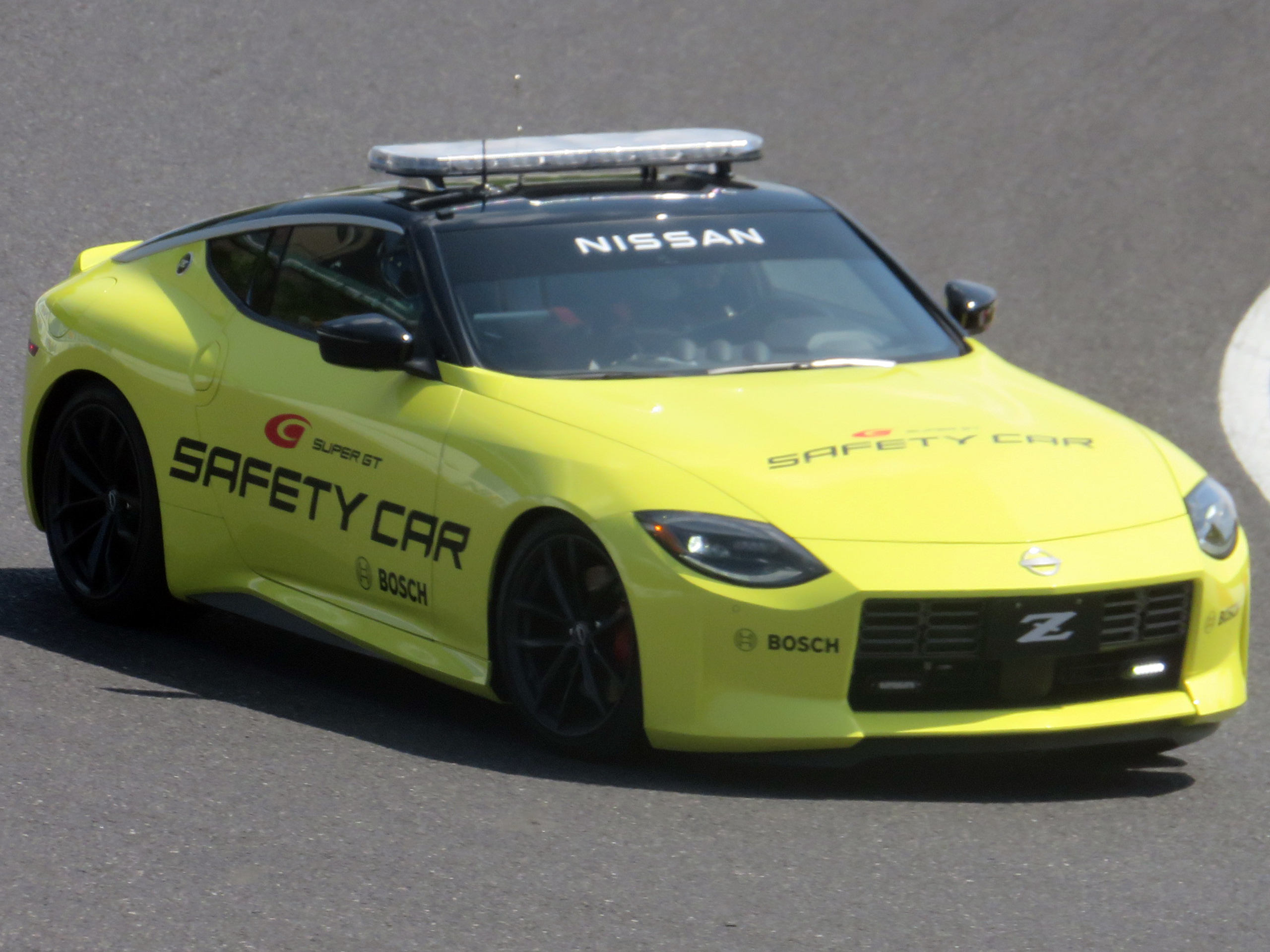
خودروی ایمنی Z مورد استفاده در سری Super GT 2022

Z GT500 در دسامبر ۲۰۲۱ در فوجی اسپیدوی رونمایی شد، قرار بود برای اولین بار در ۱۵ سال گذشته در فصل 2022 Super GT شرکت کند و جایگزین نیسان GT-R GT500 شود که به مدت ۱۳ فصل در حال اجرا بود. سری Super GT. Z GT500 اولین مسابقه خود را در دور ۳۰۰ کیلومتری Okayama GT فصل 2022 Super GT انجام داد. این خودرو اولین سکوی خود را در اولین مسابقه خود به دست آورد، زیرا خودروی شماره ۲۳ تیم نیسمو که توسط تسوجیو ماتسودا هدایت می‌شود، با وجود شروع رتبه نهم در تور، با یک شارژ دیرهنگام به جایگاه سکو صعود کرد. در سومین مسابقه فصل در کورس مسابقه بین‌المللی سوزوکا، Z GT500 اولین برد خود در مسابقه را با تیم NDDP Racing به دست آورد که توسط کاتسوماسا چییو و میتسونوری تاکابوشی هدایت می‌شد، هر دو راننده در حال حاضر تنها یک مسابقه تا پایان مسابقات قهرمانی را رهبری می‌کنند. برای آخرین مسابقه خود در Mobility Resort Motegi، Calsonic Impul Z سوم شد و NDDP Racing چهارم شد. در روز مسابقه، NDDP Z در همان اوایل یک جریمه درایو را متحمل شد، بنابراین چیو و تاکابوشی مجبور شدند از رتبه دوازدهم مبارزه کنند تا در نهایت چهارم شوند. NDDP Racing در رده‌بندی قهرمانی در رده دوم قرار گرفت زیرا تیم ایمپول در رده‌بندی سری با کسب مقام دوم در دور نهایی، آنها را تحت الشعاع قرار داد. شماره 12 Calsonic Impul Z که توسط کازوکی هیرامین / برتراند باگت هدایت می‌شد، برای فصل ۲۰۲۲ قهرمان شد.

### زد ریسینگ کانسپت

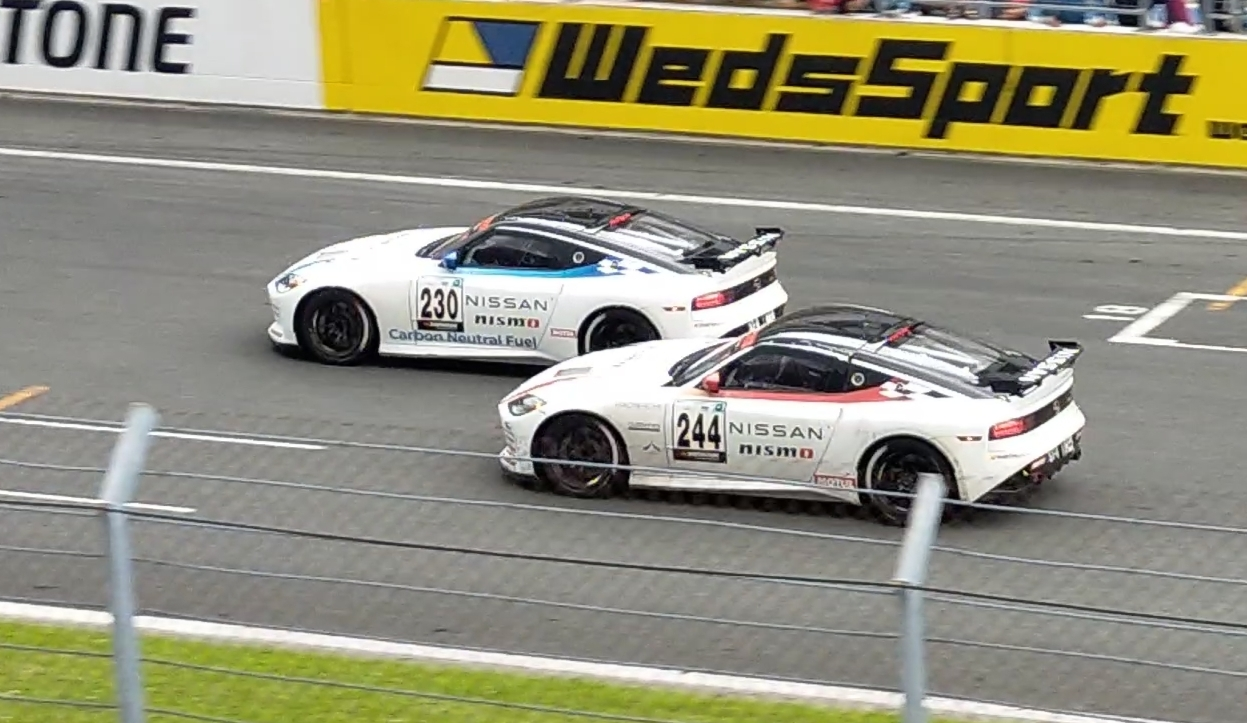
کانسپت‌های مسابقه‌ای Z که با هم در سری 2022 Super Taikyu، ۲۴ ساعت مسابقه فوجی علامت‌گذاری می‌شوند

در ژوئن ۲۰۲۲، نیسان مفهوم Z Racing را در سری Super Taikyu 2022، ۲۴ ساعت دور فوجی معرفی کرد. دو تا از این کانسپت‌های مسابقه‌ای برای کمک به توسعه برنامه‌های مسابقه‌ای آینده Z و موتور سازگار با سوخت کربن خنثی (CNF) نیسان وارد مسابقه شدند. هر دو خودرو به عنوان مدعی غیر قهرمانی با شماره‌های ۲۳۰ و ۲۴۴ وارد مسابقه شدند. ماشین ۲۳۰ توسط تیم نیسمو مجهز به موتور سازگار با CNF وارد شد، ماشین ۲۴۴ توسط Max Racing مجهز به موتور احتراق داخلی (ICE) وارد شد. علاوه بر این، هر دو خودرو با پکیج هوای متفاوتی در مقایسه با استاندارد Z مجهز شدند. هر دو خودرو، مسابقه را با موفقیت به پایان رساندند.

### اس‌آراو جی‌تی۴

#### زد نیسمو جی‌تی۴
نسخه کلاس GT4 Z در ۲۸ سپتامبر ۲۰۲۲ از طریق پلتفرم‌های آنلاین معرفی شد. این جانشین مدل‌های Z33 و Z34 است که در اولین فصل‌های سری اروپایی GT4 SRO به رقابت پرداختند. و به صف طولانی ماشین‌های مسابقه‌ای GT که توسط نیسان ساخته شده، می‌پیوندد، از جمله GT2 spec Z33 که در مسابقات قهرمانی FIA GT و GT بریتانیا با تیم RJN و مسابقات GT1 و GT3 با نیسان GT-R مسابقه می‌دادند. Z GT4 توسط بازوی موتوراسپرت نیسان، Nismo توسعه یافته‌است. در نتایج، برخی از ارتقاء در جاده Z انجام شد. ارتقاء جزئی موتور VR30DDTT، شاسی و سیستم تعلیق بهینه شده برای مسابقات مسابقه ای و رانندگی در پیست، یک بسته آیرودینامیک. که شامل، یک اسپلیتر جلو با کانارد و بال عقب با الهام از GT4 است. سایر تغییرات خودروی مسابقه ای GT4; از جمله سیستم اطفاء حریق، کاهش وزن و تجهیزات ایمنی مانند رول کیج نیز روی خودرو تعبیه شده بود.
نیسان ادعا کرد، این خودروی خاص تکامل یافته کانسپت مسابقه‌ای Z است که در مسابقات ۲۴ ساعته فوجی سری ۲۰۲۲ در ژوئن ۲۰۲۲ مورد استفاده قرار گرفت. انتظار می‌رود Z GT4 در مسابقات میشلین پایلوت و سری GT4 آمریکا رقابت کند. این خودرو اولین حضور فیزیکی خود را در نمایشگاه خودروی SEMA در نوامبر ۲۰۲۲ خواهد داشت و تحویل آن در نیمه اول سال ۲۰۲۳ آغاز می‌شود

## جوایز و تقدیرها
| سال  | جایزه و عنوان                              |
| ---- | ------------------------------------------ |
| ۲۰۲۱ | مجله موتور – هیجان انگیزترین ماشین جدید    |
| ۲۰۲۲ | جوایز طراحی خوب استرالیا – جایزه طراحی خوب |

مجله موتور، Z را به عنوان «هیجان‌انگیزترین خودروی جدید» سال ۲۰۲۱ معرفی کرد، بالاتر از خودروهایی مانند پورشه کیمن GT4 RS و تویوتا GR86. زد برنده جایزه طراحی خوب در بخش طراحی محصول در جوایز طراحی خوب استرالیا شد. هیئت داوران جایزه طراحی زد را ستود و در وصف آن گفت: «تکامل هوشمندانه و حرفه‌ای یک نماد»، زیرا طراحی زد ادای احترام به پیشینیان خود است. و دارای تفسیری مدرن و تازه از آنهاست.